# Bucephalina setipes
Bucephalina setipes är en tvåvingeart som först beskrevs av Daniel William Coquillett 1910.  Bucephalina setipes ingår i släktet Bucephalina och familjen kolvflugor. Inga underarter finns listade i Catalogue of Life.